# Thomas Campbell Eyton
Thomas Campbell Eyton (10 september 1809  in Eyton Hall, bij Wellington (Shropshire)  - 25 oktober 1880) was een Britse ornitholoog en natuuronderzoeker.
Eyton studeerde aan het St John's college van de Universiteit van Cambridge. Hij was een tijdgenoot en vriend van Charles Darwin en zij correspondeerden met elkaar. Hoewel Eyton een tegenstander was van Darwins evolutietheorie, bleven ze elkaar hun hele leven trouw als vrienden.
Hij was een natuuronderzoeker die vooral geïnteresseerd was in veehouderij, visserij en vogels. Hij deed veel ter bevordering van de oestervisserij. Toen hij in 1855 het landgoed Eyton Hall erfde, stichtte hij er een natuurhistorisch museum. Hij bracht daar een van de mooiste collecties in Europa van balgen en skeletten van bijzondere vogels bijeen en bestudeerde deze specimens. Hij correspondeerde met andere bekende natuuronderzoekers zoals Louis Agassiz, Asa Gray en Alfred Russel Wallace.
Hij beschreef 22 nieuwe vogelsoorten die anno 2023 op de IOC World Bird List prijken waaronder witrugeend (Thalassornis leuconotus), andesgans (Chloephaga melanoptera) en sabelmuisspecht (Drymornis bridgesii).
- Gemeinsame Normdatei: 117516058
- International Standard Name Identifier: 0000 0000 8126 5545
- Library of Congress Control Number: nr2007011382
- Istituto Centrale per il Catalogo Unico: UTOV575895
- SNAC: w62n5m61
- Trove: 1220031
- Virtual International Authority File: 47542108
- WorldCat: E39PBJppFFTwKgrHwvWgmVrTHC